# 綾部結花
綾部 結花（あやべ ゆいか）は、日本の女性声優。主にアダルトゲームに声をあてている。

## 人物
- かなりの人見知りで、付き合いが浅い相手、特に異性に対してはかなりの対人恐怖症であり、なかなか目が合わせられない。
- 『恋がさくころ桜どき さくらじ』での挨拶は「てへりんちょ、からの、あやべんぱ！」。また同ラジオや『ほめられてのびるらじおZ』では、おどおどして挙動不審になりやすい一方で、食いしん坊キャラとしても通っている。
- マヨネーズが苦手。

## 出演
太字はメインキャラクター。

### アダルトゲーム
2010年
- 少交女（早川絢音）

2011年
- はっぴぃふぁくとりー（椙代明耶華）
- 鬼ごっこ!
- しゅ〜てぃんぐ妹スター☆〜おにいちゃん、覚悟しててよね♪〜（四月朔日寧々）

2012年
- ヌキどきッ！〜天使と悪魔の搾精バトル〜（フィリカ・ミア・シャタナ）
- 学☆王 -THE ROYAL SEVEN STARS-（宙乃）

2013年
- 赤さんと吸血鬼。（六覚院このは）

2014年
- 恋がさくころ桜どき（一ノ瀬美桜）
- 恋式マニュアル（鈴鹿愛希）
- 世界と世界の真ん中で（三橋智香）

### 一般向ゲーム
- 恋がさくころ桜どき（2019年、一ノ瀬美桜[1]）- PS4版

### アダルトアニメ
2010年
- 鬼父2（牧野棗）

2011年
- JKと淫行教師4（若生皐月）
- ショッキングピンク! 第2話 長板の戦い（十河素子）
- WIZARD GIRL AMBITIOUS「ぷちパイ・アスカ〜小振りなわがままウィザードの反逆〜」（クリスティーヌ・レイカ・ラファエロ）
- ペットライフ テンゴロ編（佐倉）
- 少交女 THE ANIMATION Virgin.1「絢音と柚とお兄ちゃん」（早川絢音）
- Reunion「摩穂の制服〜クールなポニテの切ないおねだり〜」（遠野摩穂）

2012年
- 魍魎の贄（若月すずな）
- お嬢様☆嫁入り抗争!（黒咲緋巴）
- JKとエロ議員センセイ（青山初音）
- ピスはめ!2（松戸伊織）

2013年
- 姫騎士オリヴィア 調教:01（クラリス）
- 鬼父2 -REVENGE-（牧野棗）
- 姦染 Ball Buster The Animation（陸上部女子A）
- 女子高生の腰つき 下巻 テニス部編（中山百華）
- ヌキどきッ！〜天使と悪魔の搾精バトル〜（フィリカ・ミア・シャタナ）
- JKとオーク兵団（三浦紗英）
- Chu（治癒）してあげちゃう〜押しかけお姉さんの性交恥療〜「エロ可愛い区 女教師・優～恥じらい弾む姉パイ盛り合わせ」（鷹森紗那）
- Dark Blue Vol.2〜見せつけられる……ヌくもり〜（ほのか）
- 秘湯めぐり 隠れ湯 舞桜編 1st. 舞散る桜（女子）
  - 秘湯めぐり 隠れ湯 舞桜編 2nd. 手折られる可憐な桜（仲居）

2014年
- 鬼父 Rebuild Vol.2「清楚に跨がるコスプレニート」（三上由佳）

2018年
- 淫ら行教師4 feat.エロ議員センセイ（青山初音）

### ラジオ
- 恋がさくころ桜どき さくらじ（2013年 - 2014年、音泉）

### ラジオCD
- ラジオCD「恋がさくころ桜どき さくらじ」Vol.1-4

## ディスコグラフィ

### キャラクターソング
| 発売日        | 商品名                                        | 歌 | 楽曲                           | 備考                                             |
| ------------- | --------------------------------------------- | --- | ------------------------------ | ------------------------------------------------ |
| 2014年6月27日 | 恋がさくころ桜どき キャラクターソングアルバム | 一ノ瀬美桜（綾部結花）                                                                                           | 「桜がひらり、スカートひらり」 | PCゲーム『恋がさくころ桜どき』関連曲             |
| 2014年8月15日 | 恋がさくころ桜どき ORIGINAL SOUND TRACK       | 神鳳杏（夏峰いろは）、一ノ瀬美桜（綾部結花）、月嶋夕莉（近衛夜空）、浅葉こなみ（上原あおい）、ティナ（咲智ゆん） | 「恋風ひらり」                 | PCゲーム『恋がさくころ桜どき』エンディングテーマ |